# Reprezentacja Stanów Zjednoczonych w koszykówce mężczyzn na Letnich Igrzyskach Olimpijskich 1992
Reprezentacja Stanów Zjednoczonych w koszykówce mężczyzn na Letnich Igrzyskach Olimpijskich 1992, nazywana „Dream Teamem” – pierwszy amerykański zespół olimpijski, w którym grali aktywni gracze NBA. Amerykańscy dziennikarze opisują zespół jako najlepszą sportową drużynę w historii. Koszykarska Galeria Sławy nazwała zespół „największym zbiorem koszykarskiego talentu na świecie”. Podczas Letnich Igrzysk Olimpijskich 1992, odbywających się w Barcelonie, w drodze po złoty medal, wywalczony w meczu przeciwko reprezentacji Chorwacji, zespół pokonywał swoich przeciwników ze średnią różnicą 44 punktów. Trenerem zespołu był Chuck Daly, któremu asystowali Lenny Wilkens, P.J. Carlesimo i Mike Krzyzewski.

## Budowanie zespołu

### Kontekst
Przed 1992 rokiem do występów w igrzyskach olimpijskich dopuszczeni byli jedynie zawodnicy amatorscy. Jednak w starciu ze sportowcami-amatorami z bloku wschodniego, w rzeczywistości sponsorowanymi przez państwo, sportowcy z krajów zachodnich mieli mniejsze szanse, co wypaczało ideę czystego amatorstwa. Związek Radziecki tworzył zespoły formalnie składające się ze studentów, żołnierzy lub regularnych pracowników, ale wielu z nich było opłacanych przez państwo, żeby trenować na stałe. W 1988 roku, na letnich igrzyskach olimpijskich w Seulu, reprezentacja Stanów Zjednoczonych, złożona z gwiazd uczelnianych, ukończyła rywalizację na trzecim miejscu. Porażka wzmogła żądania dopuszczenia profesjonalistów do uczestnictwa w igrzyskach olimpijskich. Wieloletni sekretarz generalny FIBA Borislav Stanković opowiadał się za takim rozwiązaniem od lat.

### Selekcja
W 1989 roku FIBA zmieniła swoje zasady, pozwalając zawodowcom, takim jak gracze NBA, na międzynarodowe współzawodnictwo. W kwietniu 1989 roku FIBA, pomimo radzieckich głosów sprzeciwu, zgodziła się na grę zawodowców na igrzyskach olimpijskich. Amerykańska federacja koszykarska poprosiła NBA o dostarczenie graczy do swojej kadry na rok 1992. Początkowo liga nie była zachwycona, nie dostrzegając jakim kulturowym fenomenem stanie się zespół. Sports Illustrated, na okładce wydania z 18 lutego 1991 roku, jako pierwszy użył określenia „Dream Team” w odniesieniu do tworzącej się drużyny. Wiele firm chciało wykorzystać zespół do reklamowania swoich produktów, jednak z powodu ich ilości niektóre prośby zostały odrzucone.
Selekcji dokonała 12-osobowa komisja pod przewodnictwem C.M. Newtona. Pierwszych dziesięciu zawodników zostało oficjalnie wybranych 21 września 1991: Michael Jordan i Scottie Pippen z Chicago, John Stockton i Karl Malone z Utah Jazz, Magic Johnson z Los Angeles Lakers, Larry Bird z Boston Celtics, Patrick Ewing z New York Knicks, Chris Mullin z Golden State Warriors, David Robinson z San Antonio Spurs i Charles Barkley z Philadelphia 76ers. Większość graczy była u szczytu lub blisko szczytu swoich karier w NBA. Bird miał problemy z plecami, ale został wybrany ze względu na historyczne znaczenie drużyny. Robinson grał w olimpijskiej drużynie z 1988 roku i chciał zdobyć złoty medal w Barcelonie. Johnson dołączył do drużyny pomimo odejścia z drużyny Lakers w listopadzie 1991 roku w związku z pozytywnym wynikiem testu na HIV. Jego partnerzy z zespołu spodziewali się, że Johnson umrze z powodu choroby, zaś on sam później określił swój wybór do drużyny olimpijskiej jako „prawie jak koło ratunkowe”, dowód na to, że mógł przezwyciężyć chorobę i żyć pełnią życia. Ewing, Jordan i Mullin zdobyli olimpijskie złoto w 1984 roku, ale przykładowo Malone nie dostał się do tamtej drużyny i traktował to jako wyzwanie.
Clyde Drexler z Portland Trail Blazers i Isiah Thomas z Detroit Pistons byli kandydatami do kadry. Drexler dołączył do zespołu 12 maja 1992 roku wraz z Christianem Laettnerem z Uniwersytetu Duke. W uznaniu dla poprzedniego systemu amatorskiego amerykańska federacja zdecydowała się na włączenie jednego zawodnika uniwersyteckiego, ostatecznie zamykając kadrę. Laettner był jedynym graczem bez zawodowego doświadczenia i został wybrany zamiast Shaquille’a O’Neala z Uniwersytetu Stanowego Louisiana.
Daly zaproponował Jordanowi bycie publiczną twarzą zespołu, ten jednak odmówił, w związku z tym Bird i Johnson zostali wybrani jako współkapitanowie zespołu. W 13 sezonach poprzedzających igrzyska olimpijskie w 1992 roku tych trzech zawodników zdobyło w sumie 10 mistrzostw NBA, 7 nagród MVP finałów NBA, 8 nagród MVP sezonu regularnego, 6 nagród dla najlepszego strzelca sezonu regularnego i stanowili serce „drużyny marzeń”.

### Pominięcie Isiaha Thomasa
Spekulowano, że Thomas nie został częścią drużyny, bo Michael Jordan zgodził się uczestniczyć jedynie jeśli w kadrze nie będzie Thomasa. W książce „Dream Team” Jack McCallum cytuje Jordana, mówiącego do Roda Thorna, członka komisji selekcjonującej: „Rod, nie chcę grać, jeśli Isiah Thomas ma być w zespole”. Panowało powszechne przekonanie, że Jordan nie lubił Thomasa, bo uważał go za lidera zespołu Detroit Pistons, pod koniec lat 80. i na początku 90. znanego jako „Bad Boys”, stosującego otwarcie fizyczną taktykę przeciwko Jordanowi w playoffach NBA, mającej na celu wyeliminowanie Jordana. Thomas rzekomo przewodził również grupie weteranów NBA, którzy nie chcieli podawać Jordanowi w meczu gwiazd NBA w 1985 roku, w jego debiutanckim sezonie. Po wybraniu pierwszych dziesięciu członków zespołu Magic Johnson wydał oficjalne oświadczenie popierające Thomasa, ale po latach okazało się, że jego poparcie nie było entuzjastyczne. W książce Kiedy rządziliśmy NBA (2009) Johnson powiedział: „Isiah sam zaprzepaścił szansę na swój udział w igrzyskach. Nikt w tej drużynie nie chciał z nim grać”. Jack McCloskey, przedstawiciel Detroit Pistons, w ramach protestu zrezygnował z zasiadania w komisji selekcjonującej.

### Wybór Laettnera kosztem O’Neala

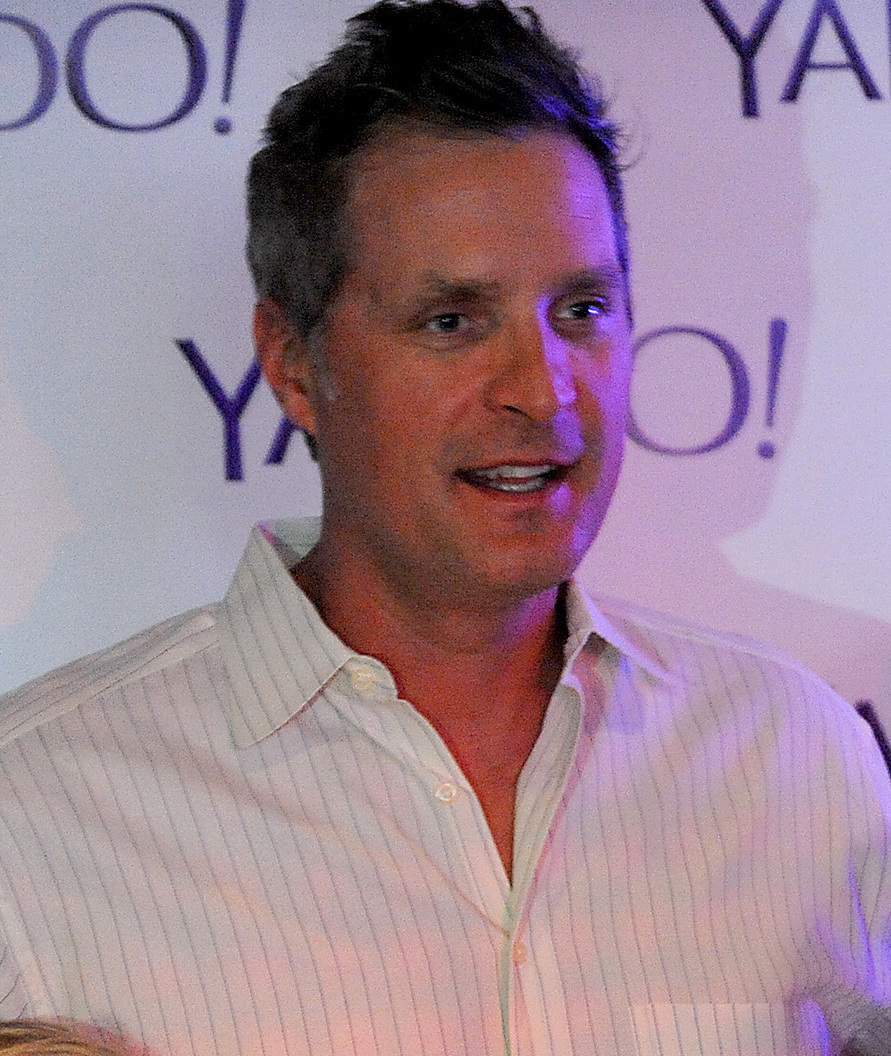
Christian Laettner (na zdjęciu w 2014 roku), wybrany jako reprezentant uczelni

Wybór Laettnera zamiast Shaquille’a O’Neala z czasem stał się przedmiotem sporów ze względu na późniejsze osiągnięcia O’Neala w NBA. Komisja dokonująca selekcji rozważała szereg graczy uczelnianych, oprócz O’Neala i Laettnera byli to: Harold Miner, Jimmy Jackson, Alonzo Mourning. O’Neal był pierwszym numerem draftu NBA w 1992 roku, ale Laettner był o wiele bardziej doświadczonym graczem uczelnianym. Laettner z zespołem Duke Blue Devils wygrał krajowe mistrzostwa w 1991 i 1992 roku, zdobył nagrodę najlepszego uczelnianego koszykarza roku oraz trafił zwycięski rzut w finale NCAA Eastern Regional w 1992 roku. Chociaż O’Neal znalazł się dwa razy w Consensus NCAA First Team All-American (1991, 1992), jego drużyna odpadła w drugiej rundzie w zawodach NCAA w 1992. Ostatecznie sukcesami w karierze uczelnianej Laettner zapewnił sobie miejsce w zespole.

## Sukces na parkiecie

### Początkowe treningi
Aby pomóc w przygotowaniach do igrzysk olimpijskich, został stworzony zespół, złożony z najlepszych graczy NCAA, do walki z profesjonalistami. Amerykańska federacja koszykówki wybrała uczelnianych zawodników sposobem gry przypominających zawodników zespołów europejskich, z którymi miała się zmierzyć „drużyna marzeń”. W skład zespołu wchodzili: Bobby Hurley, Grant Hill, Penny Hardaway, Allan Houston, Chris Webber i Eric Montross. Hill i Hardaway zagrali w reprezentacji w 1996 roku, a Houston w 2000. Pod koniec czerwca 1992 roku „drużyna marzeń” spotkała się po raz pierwszy, w La Jolla w Kalifornii, działając na wyobraźnię i onieśmielając studentów, którzy obserwowali treningi zawodowców. 24 czerwca, nie doceniając rywala, „drużyna marzeń” przegrała z zespołem złożonym ze studentów 54–62. Daly celowo ograniczył czas gry Jordana oraz przeprowadzał nieoptymalne zmiany. Krzyzewski oświadczył później, że trener poświęcił mecz, aby nauczyć graczy NBA, że mogą być pokonani. Drużyny ponownie zmierzyły się następnego dnia, tym razem olimpijczycy zdecydowanie wygrali rewanż. Potem niektórzy ze studentów odwiedzili Jordana w pokoju hotelowym, prosząc swojego idola o podarowanie rzeczy osobistych jako pamiątek.

### Mistrzostwa Ameryki
"Drużyna marzeń” zadebiutowała 28 czerwca na mistrzostwach Ameryki, będących również olimpijskim turniejem kwalifikacyjnym, odbywających się w Portland w stanie Oregon. Zespół pokonał Kubę 136–57. Kubański trener Miguel Calderon Gomez skomentował ten mecz stwierdzeniem, że „nie można przykryć słońca palcem”. Marv Albert, który zapowiadał mecz, wspominał, że „to było, jak gdyby [Amerykanie] grali przeciwko szkolnej drużynie. Mieli taką przewagę... deklasacja po deklasacji”. Kubańczycy byli pierwszymi z wielu przeciwników, których interesowało bardziej robienie zdjęć z Amerykanami niż rywalizowanie przeciwko nim. Następne pięć spotkań również zakończyło się łatwymi zwycięstwami reprezentacji USA, która zakończyła turniej 5 lipca, zwyciężając w finale Wenezuelę 127-80. Drużyna wygrała turniej i zakwalifikowała się do igrzysk olimpijskich jako jedna z czterech drużyn z Ameryki.

### Igrzyska olimpijskie
Zespół przygotowywał się do turnieju olimpijskiego w Monako przez sześć dni, trenując po dwie godziny dziennie i rozgrywając mecze towarzyskie przeciwko innym reprezentacjom. W czasie wolnym zespół korzystał z plaż nudystów, kasyn Monte Carlo oraz uczestniczył w kolacjach z rodziną książęcą. Nie było wyznaczonej ciszy nocnej. Trener Daly oznajmił: „Nie ustanawiam ciszy nocnej, ponieważ musiałbym jej przestrzegać, a Jimmy'z [znany klub nocny w Monte Carlo] nie jest otwierany przed północą”.
Podczas jednej z sesji z treningowych kadra została podzielona na dwa zespoły: niebieski (dowodzony przez Johnsona z Barkleyem, Robinsonem, Mullinem i Laettnerem) oraz biały (dowodzony przez Jordana z Malonem, Ewingiem, Pippenem i Birdem). Drexler i Stockton nie grali z powodu kontuzji. Daly nakazał zespołom, żeby zaprezentowały „wszystko co w tej chwili macie. Wszystko co macie”. Wygrali „biali” 40 do 36 w meczu, który Jordan wspomina jako „najlepszy mecz, w którym brał udział”, a Sports Illustrated nazwał go później „najlepszym meczem, którego nikt nie widział”.Podczas igrzysk zespół, ze względu na obawy o bezpieczeństwo, zatrzymał się w luksusowym hotelu w Barcelonie, zamiast w wiosce olimpijskiej. Fani z entuzjazmem przywitali Amerykanów, gromadzili się przed hotelem, mając nadzieję na zobaczenie swoich ulubionych zawodników. „To było jakby Elvis i Beatlesi przebywali razem” – powiedział Daly. Zawodnicy z przeciwnych drużyn oraz sportowcy z innych dyscyplin często prosili o wspólne zdjęcie. Barkley wspomina jednak, że zespół otrzymał groźby śmierci. Barkley zwiedzał miasto pomimo gróźb. Zapytany, gdzie są jego ochroniarze, uniósł swoje pięści i odparł: „To jest moja ochrona”. McCallum określił Barkleya jako „pierwszego ambasadora amerykańskiej drużyny olimpijskiej” z powodu jego wizyt na La Rambli, gdzie spotykał się z zachwyconym tłumem.

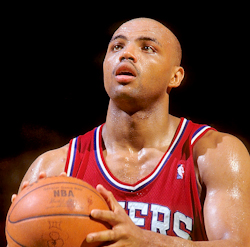
Charles Barkley, najlepiej punktujący zawodnik w zespole

Jordan był jedynym graczem, który przygotowywał się do spotkań z przeciwnikami, uważnie oglądając taśmy z meczami. On i inni Amerykanie mieli okazję poznać się w miłej atmosferze, często grając w karty przez całą noc, zaś sam Jordan grał codziennie w golfa z małym odpoczynkiem. Mimo to zespoły przeciwne były przytłoczone umiejętnościami amerykańskiej kadry, przegrywając średnio różnicą 43,8 punktów na mecz. „Drużyna marzeń” była pierwszą, która zdobywała ponad 100 punktów w każdym meczu. Jej średnia 117,3 była o 15 punktów wyższa niż amerykańskiej reprezentacji z 1960 roku. Johnson wspominał później: „Patrzę w prawo, jest Michael Jordan ... Patrzę w lewo, jest Charles Barkley albo Larry Bird ... Nie wiedziałem do kogo rzucić piłkę!”. Herlander Coimbra z Angoli, pierwszego przeciwnika „drużyny marzeń”, wspominał, że „ci kolesie byli na innym poziomie – w bardzo, bardzo odległej galaktyce”.
Podczas pierwszego meczu na igrzyskach, przeciwko Angoli, Barkley uderzył łokciem Coimbrę w klatkę piersiową, nie chciał przeprosić po meczu, uważając, że został uderzony pierwszy. Barkleyowi został odgwizdany umyślny faul, zaś punkt zdobyty przez Coimbrę z rzutu osobistego był jedynym zdobytym przez Angolę w trakcie serii Amerykanów 46–1. Pomimo że to zdarzenie nie miało wielkiego wpływu na ostateczny rezultat (Amerykanie wygrali 116–48), wywołało obawy o wizerunek Ameryki w oczach reszty świata. Po meczu Jordan powiedział: „Po prostu nie było na to miejsca. Zdominowaliśmy grę, a to wytworzyło mieszane odczucia, spowodowało mieszane reakcje o Stanach Zjednoczonych. Już istnieją pewne negatywne odczucia w stosunku do nas”. Pomimo że był to jedyny incydent podczas meczu, miał wpływ na ton relacji – zamiast uważać Amerykanów za wysoko uzdolniony zespół pokonujący słabszego rywala, niektórzy widzieli w nich zbirów. Albert uważa, że Amerykanie wykorzystali mecz przeciwko Angoli, żeby przestraszyć pozostałe zespoły biorące udział w turnieju.
Jordan rozpoczynał każdy mecz w pierwszym składzie, Johnson zaczynał w pięciu z sześciu, w których zagrał, opuszczając dwa mecze z powodu problemów z kolanem. Pippen, Mullin, Robinson, Ewing, Malone i Barkley zmieniali się w wyjściowym składzie. Barkley został najlepszym strzelcem, ze średnią 18,0 punktów na mecz, pomimo że komisja selekcjonująca graczy nie była w pełni przekonana o włączeniu go do kadry, obawiając się czy będzie odpowiednio reprezentował Stany Zjednoczone.
Najbardziej wyrównanym z ośmiu meczów było zwycięstwo reprezentacji USA 117–85 nad Chorwacją w meczu o złoty medal. Chorwacja, po raz pierwszy uczestnicząca w igrzyskach olimpijskich jako niepodległy kraj, po odłączeniu się od byłej Jugosławii, w pierwszej połowie meczu przez krótki czas prowadziła z „drużyną marzeń” 25–23. Pod koniec meczu Amerykanie zwiększyli przewagę, a Stockton przystał na prośbę chorwackiego zawodnika, żeby więcej nie rzucać. Pippen i Jordan intensywnie szukali możliwości, żeby utrudniać grę Toniemu Kukočowi z Chorwacji. Ten dopiero co podpisał kontrakt z zespołem Chicago Bulls, na większą kwotę niż Pippen, który uważał, że negocjacje z Chorwatem opóźniły rozmowy na temat jego własnego kontraktu. Zmęczeni słuchaniem o talencie Kukoča, Pippen i Jordan umówili się na, co Jordan później wyjawił, „niepozwolenie temu facetowi na zrobienie czegokolwiek przeciwko nam”. Przed pierwszym meczem przeciwko Chorwacji Jordan powiedział Johnsonowi: „Dziś wieczorem gram na poważnie”. McCallum opisał dwóch zawodników Bulls jako „zaciekłe psy” przeciwko niedoświadczonemu Chorwatowi. Chorwacja przegrała z „drużyną marzeń” w pierwszym meczu 70–103. Jedynym zespołem, oprócz Chorwacji, który przegrał różnicą mniejszą niż 40 punktów było Portoryko, które przegrało 77–115 w meczu ćwierćfinałowym.

## Dziedzictwo

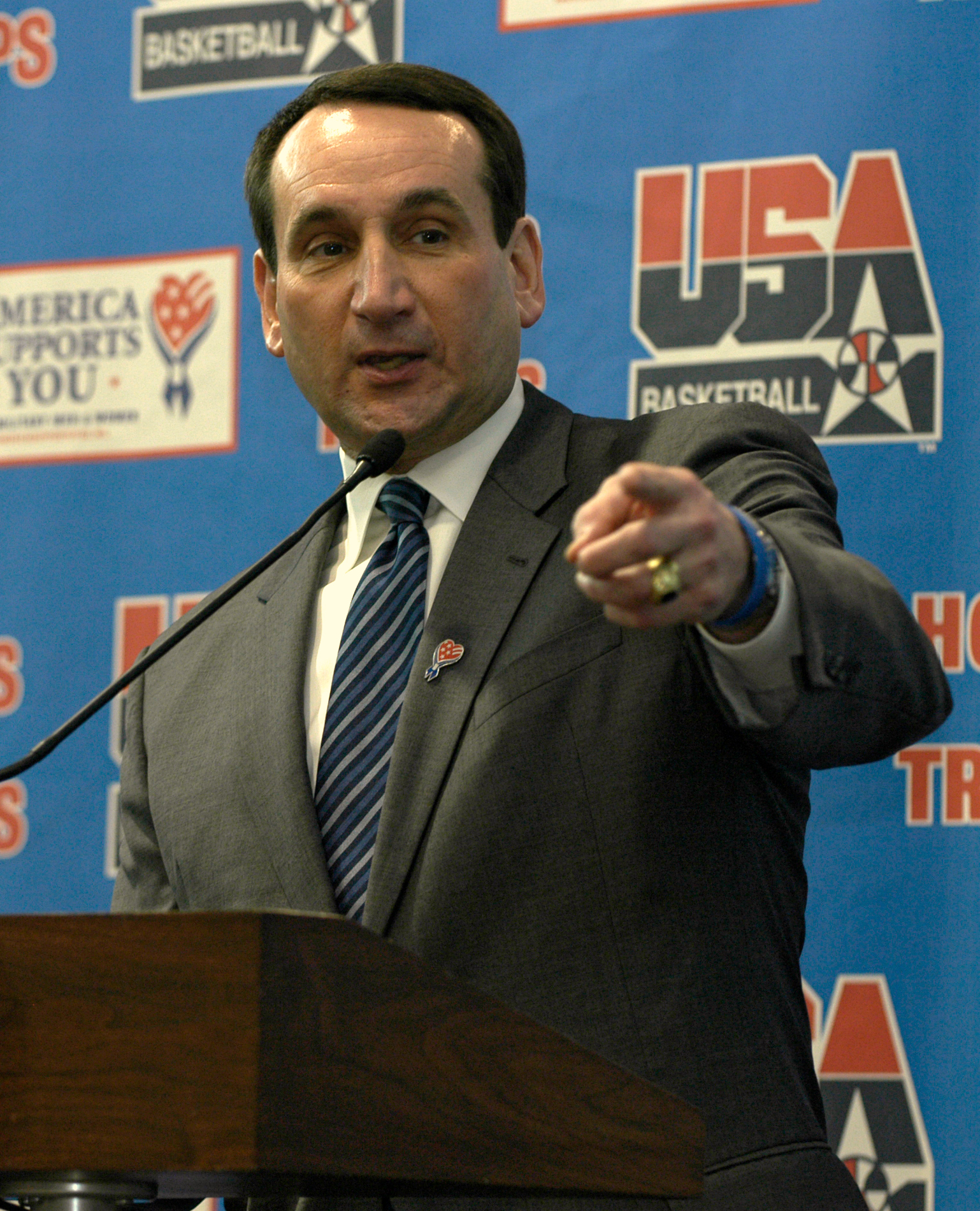
Mike Krzyzewski, wielokrotny trener reprezentacji Stanów Zjednoczonych, w 1992 asystent trenera

Sports Illustrated uznał, że „drużyna marzeń” była „prawdopodobnie najbardziej górującym składem kiedykolwiek zebranym, w jakimkolwiek sporcie”. W 2010 roku zespół dołączył do Koszykarskiej Galerii Sław. Barkley stwierdził: „Nie sądzę, żeby było coś lepszego od reprezentowania swojego kraju. Nie sądzę, żeby cokolwiek w moim życiu mogło się zbliżyć do tego”. Bird nazwał ceremonię medalową oraz odegranie hymnu „największym doświadczeniem”. Johnson powiedział: „Drużyna marzeń” z 1992 była najwspanialszym momentem w moim koszykarskim życiu”. Jordan powiedział, że dla niego największa korzyścią z olimpiady było głębsze poznanie słabości jego partnerów z drużyny. Później pokonał Barkleya, Malone’a i Stocktona w trzech finałach NBA. Według stanu na rok 2014, 11 z 12 graczy (wszyscy oprócz Laettnera) i trzech z czterech trenerów (oprócz Carlesimo) dołączyło do Koszykarskiej Galerii Sław jako indywidualne osoby.
Światowe zainteresowanie koszykówką gwałtownie wzrosło dzięki „drużynie marzeń”. Szef Międzynarodowego Komitetu Olimpijskiego, Juan Antonio Samaranch, stwierdził, że „najważniejszy aspekt igrzysk [w Barcelonie] to spektakularny sukces turnieju koszykówki, jako że byliśmy świadkami najlepszej koszykówki na świecie”. W konsekwencji liczba zagranicznych zawodników w NBA wzrosła. Na początku sezonu 1991–92 kadry zespołów NBA zawierały 23 zagranicznych graczy z 18 krajów, a już w sezonie 2011–12 było 74 zawodników z 35 krajów.
Kobe Bryant i LeBron James powiedzieli, że uważają, że ich reprezentacja olimpijska z 2012 roku zwyciężyłaby „drużynę marzeń”. Bryant powiedział: „Oni byli o wiele starsi, właściwie pod koniec swoich karier. My byliśmy grupą młodych koni wyścigowych, facetów, którzy są żądni rywalizacji”. Barkley powiedział, że „właśnie zaczął się śmiać” po usłyszeniu komentarza Bryanta, a „drużyna marzeń” wygrałaby z dwucyfrową różnicą. Jordan dodał: „Dla [Bryanta] porównanie tych dwóch drużyn nie jest najmądrzejszą rzeczą, jaką mógł zrobić... Teraz zapamiętajcie, oni uczyli się od nas. My nie uczyliśmy się od nich”. Bird zażartował: „Prawdopodobnie mogliby [wygrać]. Nie grałem od 20 lat i teraz wszyscy już jesteśmy starzy”.

## Wyniki
| Lp. | Data       | Mecz                                 | Faza     |
| --- | ---------- | ------------------------------------ | -------- |
| 1   | 1992-06-28 | Stany Zjednoczone 136 – 57 Kuba      | grupowa  |
| 2   | 1992-06-29 | Stany Zjednoczone 105 – 61 Kanada    | grupowa  |
| 3   | 1992-06-30 | Stany Zjednoczone 112 – 52 Panama    | grupowa  |
| 4   | 1992-07-01 | Stany Zjednoczone 128 – 87 Argentyna | grupowa  |
| 5   | 1992-07-03 | Stany Zjednoczone 119 – 81 Portoryko | półfinał |
| 6   | 1992-07-05 | Stany Zjednoczone 127 – 80 Wenezuela | finał    |

| Lp. | Data       | Mecz                                 | Faza        |
| --- | ---------- | ------------------------------------ | ----------- |
| 1   | 1992-07-26 | Angola 48 – 116 Stany Zjednoczone    | grupowa     |
| 2   | 1992-07-27 | Chorwacja 70 – 103 Stany Zjednoczone | grupowa     |
| 3   | 1992-07-29 | Stany Zjednoczone 111 – 68 Niemcy    | grupowa     |
| 4   | 1992-07-31 | Stany Zjednoczone 127 – 83 Brazylia  | grupowa     |
| 5   | 1992-08-02 | Hiszpania 81 – 122 Stany Zjednoczone | grupowa     |
| 6   | 1992-08-04 | Stany Zjednoczone 115 – 77 Portoryko | ćwierćfinał |
| 7   | 1992-08-06 | Litwa 76 – 127 Stany Zjednoczone     | półfinał    |
| 6   | 1992-08-08 | Chorwacja 85 – 117 Stany Zjednoczone | finał       |

## Statystyki
| Nazwisko           | Mecze | Punkty | Punkty/mecz | % z gry | % 3pkt | % wolne | Zbiórki | Zbiórki/mecz | Asysty | Bloki | Przechwyty |
| ------------------ | ----- | ------ | ----------- | ------- | ------ | ------- | ------- | ------------ | ------ | ----- | ---------- |
| Charles Barkley    | 6     | 98     | 16,3        | 58,6%   | 40%    | 84,8%   | 40      | 6,7          | 10     | 1     | 12         |
| Larry Bird         | 2     | 19     | 9,5         | 72,7%   | 75%    | –       | 7       | 3,5          | 2      | 0     | 1          |
| Clyde Drexler      | 5     | 69     | 13,8        | 69,2%   | 45,5%  | 83,3%   | 13      | 2,6          | 33     | 2     | 5          |
| Patrick Ewing      | 5     | 59     | 11,8        | 62,8%   | –      | 62,5%   | 26      | 5,2          | 2      | 10    | 6          |
| Magic Johnson      | 6     | 58     | 9,7         | 55,9%   | 33,3%  | 85%     | 25      | 4,2          | 54     | 0     | 7          |
| Michael Jordan     | 6     | 76     | 12,7        | 54,7%   | 39,1%  | 75%     | 23      | 3,8          | 30     | 5     | 11         |
| Christian Laettner | 6     | 44     | 7,3         | 58.1%   | 42,9%  | 62,5%   | 16      | 2,7          | 2      | 0     | 3          |
| Karl Malone        | 6     | 89     | 14,8        | 62,3%   | –      | 79,3%   | 35      | 5,8          | 9      | 4     | 5          |
| Chris Mullin       | 6     | 86     | 14,3        | 63,3%   | 50%    | 64,3%   | 18      | 3            | 14     | 1     | 9          |
| Scottie Pippen     | 6     | 48     | 8           | 66,7%   | 33,3%  | 66,7%   | 26      | 4,3          | 37     | 2     | 8          |
| David Robinson     | 6     | 71     | 11,8        | 76,2%   | –      | 53,8%   | 32      | 5,3          | 5      | 11    | 5          |
| John Stockton      | 2     | 10     | 5           | 83,3%   | –      | –       | 1       | 0,3          | 12     | 0     | 1          |

| Nazwisko           | Mecze | Skład wyjściowy | Minuty/mecz | Punkty | Punkty/mecz | % z gry | % 3pkt | % wolne | Zbiórki | Zbiórki/mecz | Asysty | Bloki | Przechwyty |
| ------------------ | ----- | --------------- | ----------- | ------ | ----------- | ------- | ------ | ------- | ------- | ------------ | ------ | ----- | ---------- |
| Charles Barkley    | 8     | 4               | 18,6        | 144    | 18          | 71,1%   | 87,5%  | 73,1%   | 33      | 4,1          | 19     | 1     | 21         |
| Larry Bird         | 8     | 3               | 18          | 67     | 8,4         | 52,1%   | 33,3%  | 80%     | 30      | 3,8          | 14     | 2     | 14         |
| Clyde Drexler      | 8     | 3               | 20,9        | 84     | 10,5        | 57,8%   | 28,6%  | 40%     | 24      | 3            | 29     | 2     | 19         |
| Patrick Ewing      | 8     | 4               | 17,6        | 76     | 9,5         | 62,3%   | –      | 62,5%   | 42      | 5,3          | 3      | 15    | 7          |
| Magic Johnson      | 6     | 5               | 18          | 48     | 8           | 56,7%   | 46,2%  | 80%     | 14      | 2,3          | 33     | 0     | 8          |
| Michael Jordan     | 8     | 8               | 23,1        | 119    | 14,9        | 45,1%   | 21,1%  | 68,4%   | 19      | 2,4          | 38     | 4     | 37         |
| Christian Laettner | 8     | 0               | 7,6         | 38     | 4,8         | 45%     | 33,3%  | 90%     | 20      | 2,5          | 3      | 3     | 8          |
| Karl Malone        | 8     | 4               | 17,2        | 104    | 13          | 64,5%   | –      | 75%     | 42      | 5,3          | 9      | 5     | 12         |
| Chris Mullin       | 8     | 2               | 21,6        | 103    | 12,9        | 61,9%   | 53,8%  | 78,6%   | 13      | 1,6          | 29     | 2     | 14         |
| Scottie Pippen     | 8     | 3               | 21,4        | 72     | 9           | 59,6%   | 38,5%  | 73,3%   | 17      | 2,1          | 47     | 1     | 23         |
| David Robinson     | 8     | 4               | 16,8        | 72     | 9           | 57,4%   | –      | 69,2%   | 33      | 4,1          | 7      | 12    | 14         |
| John Stockton      | 4     | 0               | 7,2         | 11     | 2,8         | 50%     | 50%    | 66,7%   | 1       | 0,3          | 8      | 0     | 0          |